# Presto (film)
Presto è un cortometraggio animato del 2008, diretto dall'animatore Doug Sweetland e prodotto da Pixar Animation Studios in co-produzione con Walt Disney Pictures.

## Trama
Presto DiGiotagione è un prestigiatore il cui pezzo forte nei suoi spettacoli è quello del coniglio che esce dal cilindro. Il cilindro che usa è magico davvero, in quanto è un portale comunicante con un altro cappello conico, dal quale si estrae il suddetto coniglio, di nome Alec Azam.
Una sera però Presto dimentica di dare ad Alec la sua carota quotidiana. Lo spettacolo comincia e Presto fa il suo numero del cilindro, ma Alec si rifiuta di entrarvi e gli sbatte la mano dall'altra parte del cappello sul tavolo. Presto ci riprova ma si becca una trappola per topi sulla mano, mette un uovo nel cappello che gli piomba sull'occhio e quando Alec vede che ha trasformato la carota in un fiore attacca il cappello a un tubo che risucchia la testa di Presto. Alec gli chiude poi la mano in un cassetto e gli svuota la manica, Presto cerca di acchiappare il coniglio ma questo gli mette davanti il cappello e invece di prendere Alec si strappa i pantaloni. Presto, infuriato, urla  contro Alec che mette nel cappello una scala che colpisce il mago in mezzo alle gambe e successivamente in faccia. Presto copre la carota e la spacca, pensando di aver vinto ma Alec riesce a folgorarlo; a questo punto Presto perde del tutto le staffe e si mette ad inseguire Alec dietro il tendone, egli finisce appeso a una corda che lo solleva in alto e si sfila ma durante la caduta Alec lo salva grazie ai cappelli magici. Alla fine Alec riuscirà a ottenere ciò che desiderava.
Il character design è stato curato da Teddy Newton (Gli Incredibili), mentre Ellen Moon Lee si è occupata della grafica dei titoli di coda e delle locandine (ispirata alle vecchie locandine dei teatri e dei circhi).
Doug Sweetland ha inoltre prestato la voce per i suoni indistinti emessi dai protagonisti del corto, il mago Presto e il suo coniglio Alec.

## Distribuzione
Fu presentato in anteprima mondiale il 10 giugno 2008, durante il Festival internazionale del film d'animazione di Annecy. È stato distribuito al cinema allegato al film d'animazione WALL•E (il 27 giugno 2008 negli Stati Uniti; il 17 ottobre 2008 in Italia). Il corto è stato successivamente pubblicato nell'edizione DVD e Blu-ray del film WALL•E.